# Organisatie Hindoe Media
Organisatie Hindoe Media (OHM) war ein niederländischer Öffentlich-rechtlicher Rundfunk mit hinduistischer Ausrichtung.
Der OHM war ein 2005 [?] gegründeter konfessionell ausgerichteter Rundfunk, nach dem entsprechenden Artikel des niederländischen Mediengesetzes von 2008 auch 2.42-omroep genannt. Er erstellte Sendungen für und über Menschen hinduistischen Glaubens. Ausgangspunkt war stets der  'Respekt vor dem Leben'. Das Logo des OHM enthält das Om-Symbol, die Silbe, die im Hinduismus vor wichtigen Mantras steht. Zum 1. Januar 2016 wurde das OHM, aufgrund von Plänen des Kabinett Rutte II zur Neuordnung des Rundfunksystems aus dem Jahr 2012, aufgelöst. Die letzte Sendung war die der Retrospektive Terugblik 22 jaar OHM, welche am 19. Dezember 2015 auf NPO 2 ausgestrahlt wurde. Sendungen für Bürger dieser östlicher Weltanschauung werden nun vom Sender NTR übernommen.

## Fernsehen
Der OHM strahlte seine Sendungen vornehmlich auf Nederland 2 aus. Jede Woche stand dafür eine halbe Stunde Sendezeit zur Verfügung
Diese trugen Namen wie:
- Ch@tney.nl, Jugendsendung (2002)
- Land van Rama, Fernsehserie
- verschiedene Dokumentationen, u. a. über Tulsidas und Bhagavad Gita

Zwischen 2009 und 2015 existierte der Sender NPO Spirit, bzw. bis 2014 Spirit 24, worin weltanschauliche Rundfunksendungen des 2.42-omroep ausgestrahlt wurden, darunter auch die der Organisatie Hindoe Media.

## Radio
Der OHM strahlte seine Radiosendungen vornehmlich auf NPO Radio 5 aus.
Deren Namen hier:
- Hindoewijzer, Nachrichten und Hintergründe
- De Lotusvijver, spirituelle Sendung am Samstagmittag.